# Zwaantje (Beveren)
Zwaantje is een gehucht in Verrebroek, een deelgemeente van Beveren-Kruibeke-Zwijndrecht in de Belgische provincie Oost-Vlaanderen. Het gehucht ligt een kilometer ten westen van het dorpscentrum van Verrebroek, rondom de gelijknamige straat Zwaantje en de Borringstraat. Rond het kruispunt is er relatief veel bebouwing. De weg vanaf het kruispunt in de richting van Zwaantje buigt af richting het centrum van Verrebroek. De weg noordwaarts loopt richting Bloempot. De Borringstraat leidt naar Meerdonk en Sint-Gillis-Waas.

## Geschiedenis
Op de Ferrariskaart uit de jaren 1770 is het omvangrijke gehucht De Swaene aangegeven.  De Atlas der Buurtwegen uit 1841 toont het gehucht De Zwaen. De Vandermaelenkaart uit het midden van de 19de eeuw vermeldt het gehucht Zwaen.

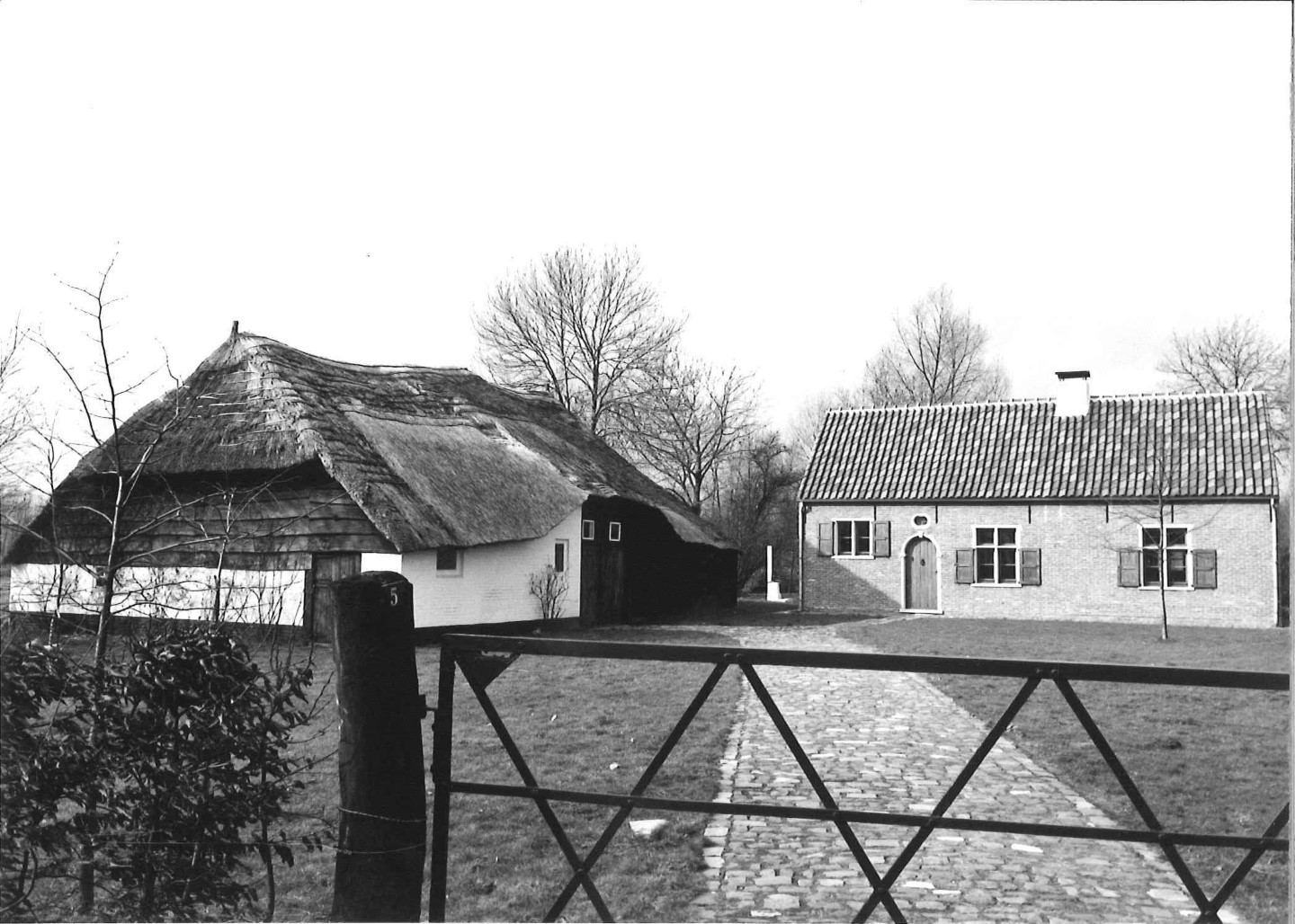
Recente boerenwoning met dwarsschuur uit eind 17de eeuw, in de Borringstraat

Deelgemeenten: Bazel · Beveren · Burcht · Doel · Haasdonk · Kallo · Kieldrecht · Kruibeke · Melsele · Rupelmonde · Verrebroek · Vrasene · Zwijndrecht

Overige dorpen en gehuchten: Beestenhoek · Bloempot · De Bank · Doorn · Es · Gaverland ·  Geslecht · Groot Laar · Halve Maan · Hoogeinde · Hoogstraat · Kalishoek (Doel) · Kalishoek (Melsele) · Kemphoek · Klein Laar · Melseledijk· Mosselbank (Haasdonk) · Mosselbank (Vrasene) · Nieuwe Parochie · Ouden Doel · Oudendijk · Ponjaard · Prosperpolder · Puiput · Rapenberg · Rapenburg · Saftingen · Sint-Antoniushoek · Smoutpot · Stenen Kruis · Tijskenshoek · Vendoorn · Verrebroekse Blikken · Vijfstraten · Vliegenstal · Voshoek · Westakkers · Wilden Haan · Zillebeek · Zwaantje

Belgische gemeenten · Arrondissement Sint-Niklaas · Oost-Vlaanderen · Vlaanderen